# Nadia Hilker

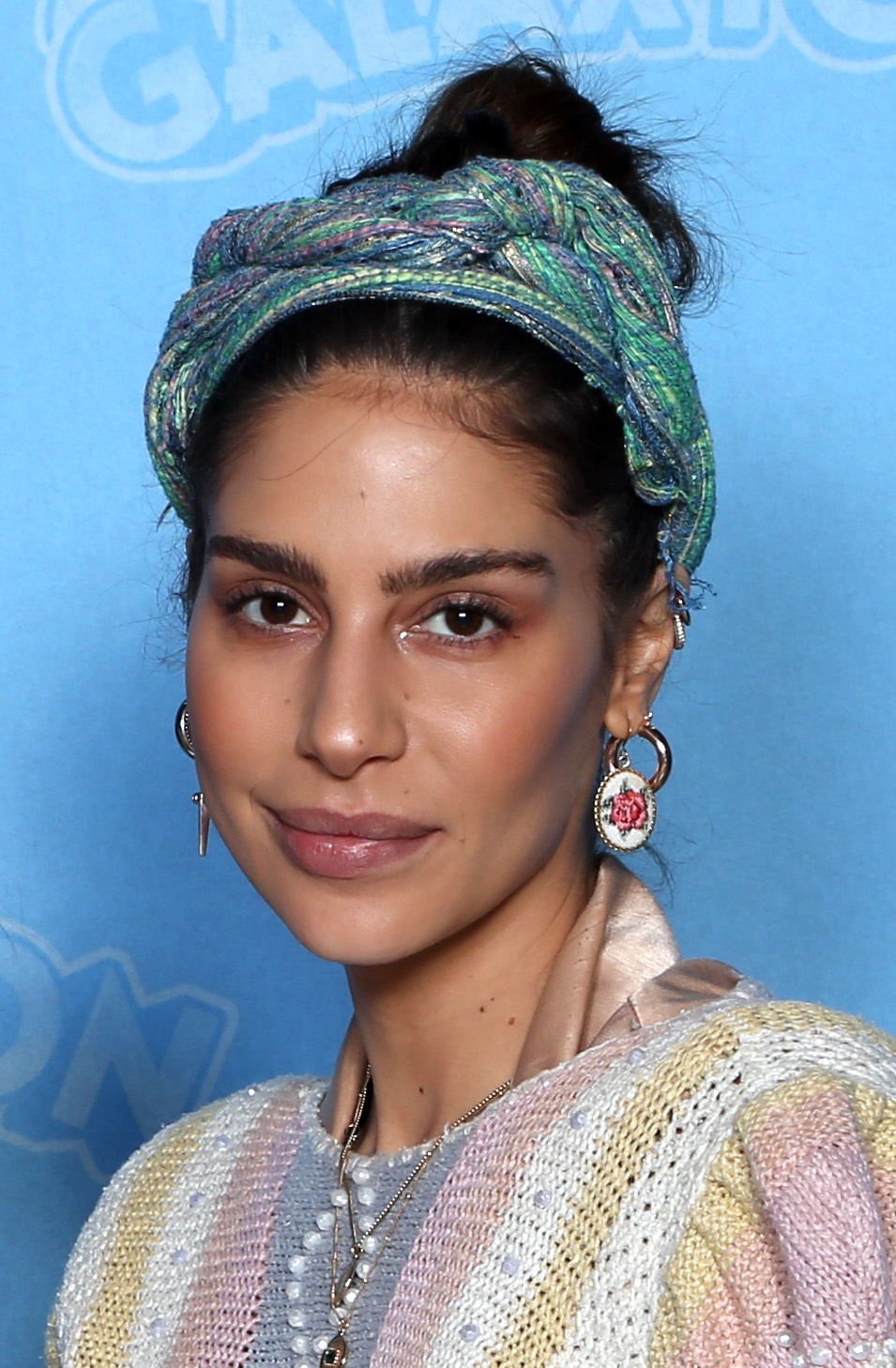
Nadia Hilker, 2020

Nadia Hilker (* 1. Dezember 1988 in München) ist eine deutsche Schauspielerin.

## Leben
Sie wuchs mit ihrem älteren Bruder und ihren Eltern in München auf. Ihre Mutter stammt aus Tunesien, ihr Vater ist Deutscher.
Im Alter von vier Jahren begann Hilker, Ballett zu tanzen. Sie besuchte die Londoner Royal Academy of Dance, wo sie später auch als Model entdeckt wurde.
Nadia Hilker stand für zahlreiche nationale und internationale Magazine und Modefirmen vor der Kamera und drehte Werbespots unter anderem für Clearasil und C&A. Durch das Modeln kam sie schließlich zur Schauspielerei. In dem ARD-Spielfilm Zimmer mit Tante spielte sie die weibliche Hauptrolle. Darauf folgten zahlreiche Serienauftritte und weitere Rollen in Fernsehspielfilmen wie Rosamunde Pilchers Die andere Frau mit Rupert Everett und Natalia Wörner.
Ein Kurzfilm, in dem Hilker mitspielte, war In der Galerie von Kai Sitter. Das Projekt wurde im August 2013 in München realisiert. Das Hauptaugenmerk des Films liegt auf den Beziehungen zwischen fünf unterschiedlichen Figuren, auf ihren Begegnungen in einem geschlossenen Raum und der Interaktion miteinander. In diesem Film teilte sie die Hauptrolle mit dem Schauspieler und Produzenten Seren Sahin. Der Film feierte seine Filmpremiere im Mai 2014 in Berlin im Kino Moviemento und Kino Babylon. In der Galerie hat in türkischen Kinozeitschriften und Zeitungen positive Resonanz bekommen.
2014 übernahm sie die weibliche Hauptrolle im Kinofilm Spring.
Von 2016 bis 2017 konnte Hilker in sieben Folgen der Science-Fiction-Fernsehserie The 100 erste Schritte in Hollywood machen. Anschließend wurde sie vom US-amerikanischen Kabelsender AMC im Frühjahr 2018 für die Rolle der Magna, einer wiederkehrenden Nebenfigur in der Erfolgsserie The Walking Dead, unter Vertrag genommen.
Nadia Hilker lebt hauptsächlich in Berlin.

## Filmografie
- 2009: Traue keinem unter 30 (Fernsehfilm)
- 2010: Zimmer mit Tante (Fernsehfilm)
- 2010: Alarm für Cobra 11 (Fernsehserie, Episode Für das Leben eines Freundes)
- 2010: SOKO 5113 (Fernsehserie, Episode Schmarotzer)
- 2010: Die Route (Fernsehfilm)
- 2011: Für immer 30 (Fernsehfilm)
- 2011: SOKO Stuttgart (Fernsehserie, Episode Knock Out)
- 2012: Der letzte Bulle (Fernsehserie, Episode Ich sag's nicht weiter)
- 2012: Rosamunde Pilcher – Die andere Frau (Fernsehreihe)
- 2012: SOKO 5113 (Fernsehserie, Episode Liebe, Sex und Mord)
- 2012: München 7 (Fernsehserie, Episode Einfach anders)
- 2014: In der Galerie (Kurzfilm)
- 2014: Alarm für Cobra 11 (Fernsehserie, Episode Revolution)
- 2014: Spring
- 2015: SOKO Stuttgart (Fernsehserie, Episode Tödliche Tage)
- 2015: Huck (Fernsehserie, Episode Cannstatter Kurve)
- 2015: Breed (Fernsehfilm)
- 2016: Die Bestimmung – Allegiant (The Divergent Series: Allegiant)
- 2016: Collide
- 2016–2017: The 100 (Fernsehserie)
- 2018–2022: The Walking Dead (Fernsehserie)
- 2020: The Twilight Zone (Fernsehserie, Episode 8)